# Altishofen
Altishofen (toponimo tedesco) è un comune svizzero di 2 006 abitanti del Canton Lucerna, nel distretto di Willisau.

## Storia
Il 1º gennaio 2020 Altishofen ha inglobato il comune soppresso di Ebersecken.

## Monumenti e luoghi d'interesse
- Chiesa parrocchiale cattolica di San Martino, eretta nel VII secolo[3] e ricostruita nel 1771[senza fonte];
- Castello di Altishofen, costruito nel 1571 da Ludwig Pfyffer, dal 2010 sede dell'amministrazione comunale[3].

## Società

### Evoluzione demografica
L'evoluzione demografica è riportata nella seguente tabella:
Abitanti censiti